# Taudactylus rheophilus
Taudactylus rheophilus es una especie  de anfibios de la familia Myobatrachidae.

## Distribución geográfica
Se encuentra Australia.

## Estado de conservación
Se encuentra amenazada de extinción por la pérdida de su hábitat natural